# タイ団結
タイ団結（たいだんけつ、タイ語：รวมใจไทย、ラテン文字表記：Ruam Jai Thai、英語：Thai United）は、タイに短期間、存在した政党。党名は直訳すれば「タイ人みんなの心」といった意味になる。
2006年のクーデターでタクシン・シナワット首相のタイ愛国党政権が倒れたのち、財務相・商務相を兼ねタクシン政権の経済政策を担う副首相だったソムキット・チャトゥスリピタックらが愛国党を離れ、2007年に結成した。大衆党の党首だったアネーク・ラオタンマラットもこの党の結成に加わった。その後、相前後して再結成された国家開発党と合同し、タイ団結国家開発党となった。